# نيد كوثبرت
نيد كوثبرت (بالإنجليزية: Ned Cuthbert)‏ هو لاعب كرة قاعدة أمريكي، ولد في 20 يونيو 1845 في فيلادلفيا في الولايات المتحدة، وتوفي في 16 فبراير 1905 في سانت لويس في الولايات المتحدة بسبب التهاب الشغاف.

## وصلات خارجية
- نيد كوثبرت على موقعبيزبول رفرنس.كوم (الدوري الرئيسي) (الإنجليزية)
- نيد كوثبرت على موقعبيزبول رفرنس.كوم (الدوري الثانوي) (الإنجليزية)